# Château Bonalgue
 (novembre 2017).

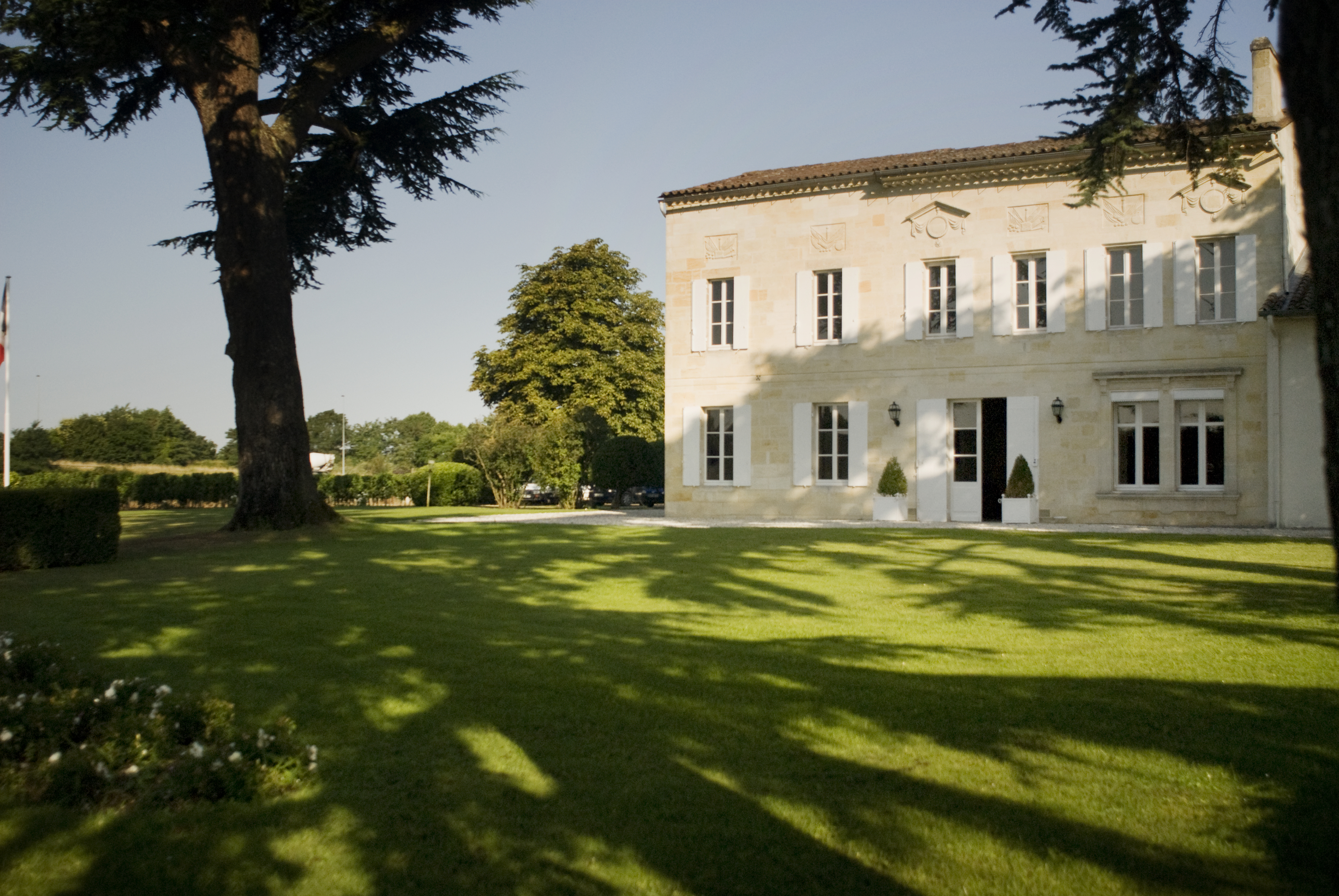
Château Bonalgue.

Le Château Bonalgue est un vin rouge français de l'appellation d'origine contrôlée (AOC) Pomerol, dans la région viticole de Bordeaux. Le vignoble de 9,5 hectares, est situé à l'extrémité ouest de l'appellation Pomerol, en Gironde. Il appartient depuis 1926 à la famille Bourotte.

## Histoire

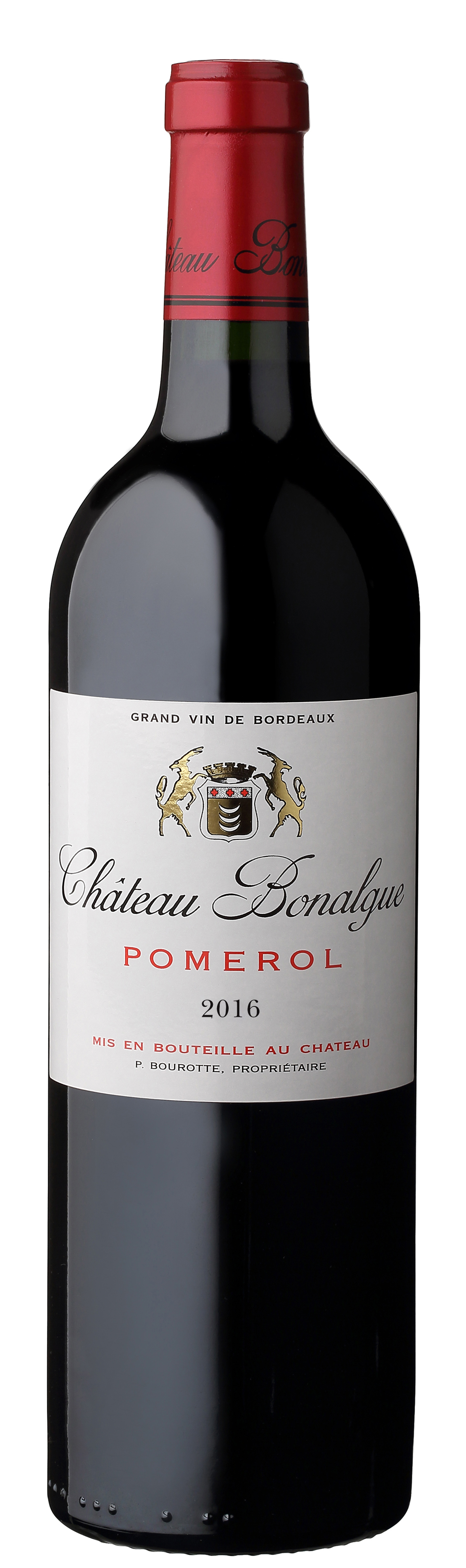
Château Bonalgue,
millésime 2016.

En 1798, Antoine Rabion, capitaine retraité des armées napoléoniennes, est fait chevalier de l'ordre royal de la légion d'honneur. Il s'installe au Château Bonalgue et fait construire la maison actuelle dont le fronton est orné des armes de son régiment.
En 1926, le château Bonalgue est repris par Achille Bourotte, descendu de sa Corrèze natale, pour se lancer dans le commerce de vins de la rive droite de Bordeaux. Depuis 1961, c'est Pierre Bourotte, son petit-fils qui est responsable de la propriété. Il s'occupe également du Clos du Clocher (Pomerol), du château Monregard la Croix (Pomerol), du château Les Hauts-Conseillants (Lalande-de-pomerol) et du château du Courlat (Lussac-saint-émilion).

## Vignoble
La propriété du Château de Bonalgue, située au sud-ouest de l'appellation Pomerol, s’étend sur 9,5 hectares de sols sablo-argileux sur des sous-sols composés de graves et de crasse de fer (typique de Pomerol). L'encépagement est composé de 95 % de merlot et 5 % de cabernet franc. 
La densité de plantation est de 6 000 à 8 000 pieds/ha et l'âge moyen des vignes est de 22 ans. Les vendanges se font à la main en cagettes, puis par tri manuel sur grappes et par tri par bain densimétrique.
La production annuelle est d'environ 35 000 bouteilles.

## Vins et classement
Les vins du Château Bonalgue sont des vins francs, faciles d'accès mais avec une belle ampleur. Ils sont délicieux après une dizaine d'années de cave, déployant de beaux arômes truffés.